# Andy Beattie
Andrew „Andy“ Beattie (* 11. August 1913 in Aberdeen; † 20. September 1983 in West Bridgford) war ein schottischer Fußballspieler, der in der Abwehr agierte und seine Karriere nach Beendigung der aktiven Laufbahn als Trainer fortsetzte.

## Leben

### Vereinsspieler
Beattie spielte zunächst für seinen Heimatverein FC Inverurie Loco Works, bevor er 1935 für die Summe von 150 Pfund zu Preston North End wechselte. Dort verblieb er lange in der Rolle eines Reservisten und kam erstmals in der Saison 1936/37 zum Einsatz. Am Ende derselben Saison erreichte er mit seinem Verein das FA-Cup-Finale gegen den FC Sunderland, das 1:3 verloren wurde. In der darauffolgenden Saison 1937/38 war Preston erfolgreicher und gewann das erneut erreichte FA-Cup-Finale mit 1:0 nach Verlängerung gegen Huddersfield Town. Es war der bedeutendste Titelgewinn in Beatties Spielerlaufbahn. Während des Zweiten Weltkriegs gewann er mit Preston in der Saison 1940/41 außerdem den Football League War Cup durch einen 2:1-Finalsieg im Wiederholungsspiel gegen den FC Arsenal, nachdem das erste Spiel (1:1) keinen Sieger gefunden hatte.

### Nationalspieler
Nach einer guten Saison bei Preston North End erhielt Beattie seine erste Berufung in die schottische Nationalmannschaft für die am 17. April 1937 ausgetragene Begegnung mit England, die die Schotten im Glasgower Hampden Park mit 3:1 zu ihren Gunsten entscheiden konnten. Auch bei seinem zweiten Einsatz gegen England am 9. April 1938 im Londoner Wembley-Stadion behielt die schottische Auswahl mit 1:0 die Oberhand.

### Trainer
1947 beendete Beattie seine aktive Laufbahn und übernahm das Amt des Cheftrainers beim AFC Barrow. Zwei Jahre später übernahm er den Trainerposten bei Stockport County und zwischen 1952 und 1956 leitete er das Training bei Huddersfield Town, wo er seine ersten großen Erfolge als Trainer feierte. In seiner ersten Saison 1952/53 gelang ihm der zweite Platz in der zweiten Liga, der zum Aufstieg in die höchste Spielklasse berechtigte. Dort gelang dem Aufsteiger in der Saison 1953/54 ein äußerst achtbarer dritter Platz. Seine Erfolge mit Huddersfield ließen die Verantwortlichen im schottischen Verband aufhorchen, die Anfang 1954 auf der Suche nach einem neuen Nationaltrainer waren.
Mit Wirkung vom 1. Februar 1954 wurde Beattie zum Nationalcoach verpflichtet und ging bei der folgenden Weltmeisterschaft 1954 als erster Trainer der schottischen Nationalmannschaft bei einer Fußball-Weltmeisterschaft in die Geschichte ein. Die Mannschaft verlor beide Spiele (0:1 gegen Österreich und 0:7 gegen Uruguay, was bis heute die höchste Länderspielniederlage der Bravehearts ist), so dass der enttäuschte Beattie unmittelbar nach der WM von seinem Amt als Nationaltrainer zurücktrat. Später trainierte er die schottische Nationalmannschaft noch einmal zwischen März 1959 und Oktober 1960, trat aber mangels ausbleibender Erfolge erneut von diesem Amt zurück.
Zur Zeit seiner zweiten Anstellung als Nationalcoach war Beattie als Vereinstrainer bei Carlisle United im Einsatz. Die Verantwortlichen des Gründungsmitglieds der 1958 ins Leben gerufenen viertklassigen Football League Fourth Division hatten Beattie für die Eröffnungssaison 1958/59 verpflichtet. 1960 wechselte er zum Erstligisten Nottingham Forest und betreute die Garibaldi Reds im Messestädte-Pokal 1961/62 bei ihrem ersten Auftritt in einem europäischen Wettbewerb. Dort traf Forest in der ersten Runde ausgerechnet auf den späteren Turniersieger FC Valencia, dem man (mit 0:2 und 1:5) deutlich unterlag. Anschließend war Beattie zwischen 1963 und 1966 noch für Plymouth Argyle und die Wolverhampton Wanderers im Einsatz.

## Erfolge
- FA-Cup-Sieger: 1937/38
- Football-League-War-Cup-Sieger: 1940/41